# Боснія і Герцеговина на літніх Олімпійських іграх 2004
Боснія і Герцеговина брала участь в літніх Олімпійських іграх 2004 року в Афінах (Греція) вчетверте за свою історію. Олімпійська збірна країни складалася з 9 спортсменів (7 чоловіків та 2 жінок), які взяли участь у 8 видах спортивних змагань: з легкої атлетики, веслування на байдарках і каное, дзюдо, стрільби, плавання, настільного тенісу, тенісу і тхеквондо. Прапороносцем на церемонії відкриття був стрілець Неджад Фазлія. Країна не завоювала жодної медалі.

## Легка атлетика
Чоловіки
Трекові дисципліни
| Атлет           | Змагання | Гіт       | Гіт     | Півфінал   | Півфінал   | Фінал      | Фінал      |
| Атлет           | Змагання | Результат | Позиція | Результат  | Позиція    | Результат  | Позиція    |
| --------------- | -------- | --------- | ------- | ---------- | ---------- | ---------- | ---------- |
| Ясмін Саліхович | 800 м    | 1:49.59   | 7       | Не пройшов | Не пройшов | Не пройшов | Не пройшов |

Жінки
Трекові дисципліни
| Атлетка       | Змагання | Гіт       | Гіт   | Чвертьфінал | Чвертьфінал | Півфінал   | Півфінал   | Фінал      | Фінал      |
| Атлетка       | Змагання | Результат | Місце | Результат   | Місце       | Результат  | Місце      | Результат  | Місце      |
| ------------- | -------- | --------- | ----- | ----------- | ----------- | ---------- | ---------- | ---------- | ---------- |
| Ясмінка Губер | 1500 м   | 4:17.75   | 11    | Не пройшла  | Не пройшла  | Не пройшла | Не пройшла | Не пройшла | Не пройшла |

## Веслування на байдарках і каное
Слалом, чоловіки
| Спортсмен       | Змагання | Попередній заплив | Попередній заплив | Попередній заплив | Попередній заплив | Попередній заплив   | Попередній заплив | Півфінал   | Півфінал   | Фінал      | Фінал      | Фінал               | Фінал      |
| Спортсмен       | Змагання | Заплив 1          | Місце             | Заплив 2          | Місце             | Загальний результат | Місце             | Результат  | Місце      | Результат  | Місце      | Загальний результат | Місце      |
| --------------- | -------- | ----------------- | ----------------- | ----------------- | ----------------- | ------------------- | ----------------- | ---------- | ---------- | ---------- | ---------- | ------------------- | ---------- |
| Емір Шарганович | K-1      | 111.26            | 23                | 105.04            | 23                | 216.30              | 23                | Не пройшов | Не пройшов | Не пройшов | Не пройшов | Не пройшов          | Не пройшов |

## Дзюдо
Чоловіки
| Спортсмен   | Категорія | 1/32                          | 1/16                  | Чвертьфінал           | Півфінал              | Repechage 1           | Repechage 2           | Repechage 3           | Фінал                 | Фінал      |
| Спортсмен   | Категорія | Супротивник Результат         | Супротивник Результат | Супротивник Результат | Супротивник Результат | Супротивник Результат | Супротивник Результат | Супротивник Результат | Супротивник Результат |            |
| ----------- | --------- | ----------------------------- | --------------------- | --------------------- | --------------------- | --------------------- | --------------------- | --------------------- | --------------------- | ---------- |
| Амель Мекич | до 100 кг | Іноуе Косей (JPN) L 0000–1010 | Не пройшов            | Не пройшов            | Не пройшов            | Не пройшов            | Не пройшов            | Не пройшов            | Не пройшов            | Не пройшов |

## Стрільба
Чоловіки
| Спортсмен     | Дисципліна                        | Кваліфікація | Кваліфікація | Фінал      | Фінал      |
| Спортсмен     | Дисципліна                        | Бали         | Місце        | Бали       | Місце      |
| ------------- | --------------------------------- | ------------ | ------------ | ---------- | ---------- |
| Неджад Фазлія | пневматична гвинтівка, 10 м       | 587          | =35          | Не пройшов | Не пройшов |
| Неджад Фазлія | гвинтівка, лежачи, 50 м           | 585          | 44           | Не пройшов | Не пройшов |
| Неджад Фазлія | гвинтівка на трьох позиціях, 50 м | 1144         | =33          | Не пройшов | Не пройшов |

## Плавання
Чоловіки
| Спортсмен    | Дисципліна           | Кваліфікація | Кваліфікація | Півфінал   | Півфінал   | Фінал      | Фінал      |
| Спортсмен    | Дисципліна           | Час          | Місце        | Час        | Місце      | Час        | Місце      |
| ------------ | -------------------- | ------------ | ------------ | ---------- | ---------- | ---------- | ---------- |
| Желько Панич | вільний стиль, 100 м | 52.75        | 55           | Не пройшов | Не пройшов | Не пройшов | Не пройшов |

## Настільний теніс
| Спортсмен       | Змагання                   | Раунд 1                 | Раунд 2                    | Раунд 3               | Раунд 4               | Чвертьфінал           | Півфінал              | Фінал / БМ            | Фінал / БМ |
| Спортсмен       | Змагання                   | Супротивник Результат   | Супротивник Результат      | Супротивник Результат | Супротивник Результат | Супротивник Результат | Супротивник Результат | Супротивник Результат | Місце      |
| --------------- | -------------------------- | ----------------------- | -------------------------- | --------------------- | --------------------- | --------------------- | --------------------- | --------------------- | ---------- |
| Срдан Милічевич | одиночний розряд, чоловіки | Расс Лаваль (AUS) W 4–2 | Зоран Приморач (CRO) L 1–4 | Не пройшов            | Не пройшов            | Не пройшов            | Не пройшов            | Не пройшов            | Не пройшов |

## Тхеквондо
| Спортсмен    | Змагання         | 1/16                    | Чвертьфінал           | Півфінал              | Repechage 1           | Repechage 2           | Фінал / БМ            | Фінал / БМ |
| Спортсмен    | Змагання         | Супротивник Результат   | Супротивник Результат | Супротивник Результат | Супротивник Результат | Супротивник Результат | Супротивник Результат | Місце      |
| ------------ | ---------------- | ----------------------- | --------------------- | --------------------- | --------------------- | --------------------- | --------------------- | ---------- |
| Зоран Прерад | +80 кг, чоловіки | Йон Гарсія (ESP) L 2–13 | Не пройшов            | Не пройшов            | Не пройшов            | Не пройшов            | Не пройшов            | Не пройшов |

## Теніс
Жінки
| Спортсменка         | Змагання         | 1/64                                 | 1/32                  | 1/16                  | Чвертьфінал           | Півфінал              | Фінал / БМ            | Фінал / БМ |
| Спортсменка         | Змагання         | Супротивник Результат                | Супротивник Результат | Супротивник Результат | Супротивник Результат | Супротивник Результат | Супротивник Результат | Місце      |
| ------------------- | ---------------- | ------------------------------------ | --------------------- | --------------------- | --------------------- | --------------------- | --------------------- | ---------- |
| Мервана Югич-Салкич | одиночний розряд | Марія Єлена Камерін (ITA) L 3–6, 4–6 | Не пройшла            | Не пройшла            | Не пройшла            | Не пройшла            | Не пройшла            | Не пройшла |